# HP Open 2012
HP Open 2012 — жіночий тенісний турнір, що проходив на відкритих кортах з твердим покриттям, спонсором якого був Hewlett-Packard. Це був 4-й за ліком Japan Women's Open. Належав до категорії International у рамках Туру WTA 2012. Відбувся в Utsubo Tennis Center в Осаці (Японія). Тривав з 8 до 14 жовтня 2012 року. Гезер Вотсон здобула титул в одиночному розряді.

## Переможниці та фіналістки

### Одиночний розряд
- Гезер Вотсон —  Чжан Кайчжень 7–5, 5–7, 7–6(7–4)

### Парний розряд
- Ракель Копс-Джонс /  Абігейл Спірс —  Кіміко Дате /  Гезер Вотсон 6–1, 6–4

## Учасниці основної сітки в одиночному розряді

### Сіяні учасниці
| Країна          | Гравчиня                | Рейтинг1 | Сіяна |
| --------------- | ----------------------- | -------- | ----- |
| Австралія       | Саманта Стосур          | 9        | 1     |
| КНР             | Чжен Цзє                | 22       | 2     |
| США             | Крістіна Макгейл        | 30       | 3     |
| Італія          | Франческа Ск'явоне      | 33       | 4     |
| Казахстан       | Ярослава Шведова        | 36       | 5     |
| Іспанія         | Анабель Медіна Гаррігес | 39       | 6     |
| ПАР             | Шанелль Схеперс         | 53       | 7     |
| Велика Британія | Лора Робсон             | 60       | 8     |

- Рейтинг подано станом на 1 жовтня 2012

### Інші учасниці
Нижче наведено учасниць, які отримали вайлдкард на участь в основній сітці:
- Курумі Нара
- Франческа Ск'явоне
- Тамарін Танасугарн

Нижче наведено гравчинь, які пробились в основну сітку через стадію кваліфікації:
- Нудніда Луангам
- Ольга Пучкова
- Луксіка Кумхун
- Чжоу Імяо

### Відмовились від участі
- Тімеа Бабош
- Петра Цетковська
- Мелінда Цінк
- Марина Еракович
- Ольга Говорцова
- Міхаелла Крайчек
- Менді Мінелла
- Шахар Пеєр
- Слоун Стівенс
- Коко Вандевей
- Галина Воскобоєва
- Александра Возняк

### Знялись
- Франческа Ск'явоне (травма правого зап'ястка)

## Учасниці основної сітки в парному розряді

### Сіяні пари
| Країна   | Гравчиня                | Країна          | Гравчиня       | Рейтинг1 | Сіяна |
| -------- | ----------------------- | --------------- | -------------- | -------- | ----- |
| США      | Ракель Копс-Джонс       | США             | Абігейл Спірс  | 33       | 1     |
| Іспанія  | Анабель Медіна Гаррігес | КНР             | Чжен Цзє       | 49       | 2     |
| Хорватія | Дарія Юрак              | Угорщина        | Каталін Мароші | 98       | 3     |
| Японія   | Кіміко Дате             | Велика Британія | Гезер Вотсон   | 149      | 4     |

- 1 Рейтинг подано станом на 1 жовтня 2012

### Інші учасниці
Пара, що отримала вайлдкард на участь в основній сітці:
- Курумі Нара /  Еріка Сема

### Знялись
- Елені Даніліду (розтягнення підколінного сухожилля)